# Maria de Âmnia
Maria de Âmnia foi uma imperatriz-consorte bizantina, primeira esposa de Constantino VI. Ela era neta de São Filareto, um magnata do Tema Armeníaco conhecido por suas atividades piedosas segundo sua hagiografia. Não se sabe o nome do seu pai e o genealogista Christian Settipani identificou o nome de sua mãe como sendo "Hipácia". Maria nasceu em Âmnia, na Paflagônia.

## Imperatriz
Em 788, Maria foi uma das treze candidatas no primeiro desfile de noivas conhecido, ordenado pela imperatriz-regente Irene na tentativa de encontrar uma noiva adequada para seu filho Constantino VI. Ele já havia sido prometido a Rotrude, filha de Carlos Magno e Hildegarda, mas Irene cancelou o acordo.
Maria foi escolhida por Irene, mas Constantino e Estaurácio, um eunuco que servia como logóteta do dromo, também estavam envolvidos, mas não se sabe quanto.
O casamento se realizou em novembro de 788 e foi relatado por Teófanes, o Confessor. A união durou por volta de seis anos e resultou em duas filhas para o casal. Teófanes conta que Constantino se voltou contra a esposa em algum momento da relação, o que ele atribuiu às maquinações de Irene. Contudo, a falta de um filho varão também deve ter influenciado a decisão.
Em 794, Constantino tomou como amante Teódota, uma cubiculária (dama de companhia) de sua mãe. Em janeiro de 795, Constantino se divorciou de Maria e a confinou, com as filhas, num convento em Príncipo. Em setembro do mesmo ano, ele e Teódota se casaram.
O divórcio em si provocou reações muito negativas no clero e o novo casamento foi visto como uma tentativa de legalizar o adultério. O conflito resultante, conhecido como "controvérsia moequiana" (do em grego:  moichos - "adúltero") teve sérias consequências, embora Maria não pareça ter se envolvido na questão.
Ela permaneceu como freira pelo resto da vida e foi mencionada pela última vez em 823. Sua filha, Eufrósine foi retirada do convento - depois de mais de vinte anos como freira - para se casar com o imperador Miguel II, o Amoriano (r. 820–829). Segundo as correspondências de Teodoro Estudita, Maria protestou, mas nada conseguiu. Não se sabe quando ela morreu.

## Filhos
Maria e Constantino VI tiveram duas filhas:
- Eufrósine (c. 790 – depois de 836), esposa de Miguel II, o Amoriano.[1]
- Irene, freira a partir de 795 e mencionada pela última vez no ano seguinte.